# Polypedates discantus
Polypedates discantus es una especie de anfibio anuro de la familia Rhacophoridae.

## Distribución geográfica
Esta especie se encuentra en el sur de Tailandia y Malasia peninsular.

## Publicación original
- Rujirawan, Stuart & Aowphol, 2013: A new tree frog in the genus Polypedates (Anura: Rhacophoridae) from southern Thailand. Zootaxa, n.º 3702 (6), p. 545–565.[3]